# Pol Lirola
Pol Lirola (Mollet del Vallès, 1997. augusztus 13. –) spanyol korosztályos labdarúgó, az Elche hátvédje kölcsönben a francia Marseille csapatától.

## Pályafutása

### Klubcsapatokban
Lirola a spanyolországi Mollet del Vallès városában született. Az ifjúsági pályafutását az Espanyol csapatában kezdte, majd az olasz Juventus akadémiájánál folytatta.
2016-ban mutatkozott be a Juventus felnőtt keretében. 2016 és 2018 között az első osztályban szereplő Sassuolo csapatát erősítette kölcsönben. 2018-ban a Sassuolo szerződtette. A 2019–20-as szezonban a Fiorentinánál szerepelt kölcsönben. 2020-ban a Fiorentinához igazolt. A 2020–21-es szezon második felében a francia első osztályban érdekelt Marseille-nél játszott, mint kölcsönjátékos. 2021. augusztus 23-án a Marseille-hez írt alá. Először a 2021. augusztus 28-ai, Saint-Étienne ellen 3–1-re megnyert mérkőzés 85. percében, Gerson cseréjeként lépett pályára. Első gólját 2021. november 28-án, a Troyes ellen hazai pályán 1–0-ás győzelemmel zárult találkozón szerezte meg. A 2022–23-as szezonban a spanyol Elchét erősítette szintén kölcsönben.

### A válogatottban
Lirola az U17-es és az U21-es korosztályú válogatottakban is képviselte Spanyolországot.

## Statisztikák
2022. november 12. szerint
| Klub       | Szezon   | Osztály  | Bajnokság | Bajnokság | Kupa és Ligakupa | Kupa és Ligakupa | Nemzetközi | Nemzetközi | Összesen | Összesen |
| Klub       | Szezon   | Osztály  | Meccs     | Gól       | Meccs            | Gól              | Meccs      | Gól        | Meccs    | Gól      |
| ---------- | -------- | -------- | --------- | --------- | ---------------- | ---------------- | ---------- | ---------- | -------- | -------- |
| Sassuolo   | 2016–17  | Serie A  | 22        | 0         | 2                | 0                | 7          | 1          | 31       | 1        |
| Sassuolo   | 2017–18  | Serie A  | 24        | 0         | 2                | 0                | —          | —          | 26       | 0        |
| Sassuolo   | 2018–19  | Serie A  | 35        | 2         | 3                | 0                | —          | —          | 38       | 2        |
| Sassuolo   | Összesen | Összesen | 81        | 2         | 7                | 0                | 7          | 1          | 95       | 3        |
| Fiorentina | 2019–20  | Serie A  | 35        | 0         | 4                | 1                | —          | —          | 39       | 1        |
| Fiorentina | 2020–21  | Serie A  | 12        | 0         | 1                | 0                | —          | —          | 13       | 0        |
| Fiorentina | Összesen | Összesen | 47        | 2         | 5                | 1                | 0          | 0          | 52       | 3        |
| Marseille  | 2020–21  | Ligue 1  | 19        | 2         | 3                | 0                | —          | —          | 22       | 2        |
| Marseille  | 2021–22  | Ligue 1  | 34        | 1         | 4                | 0                | 13         | 0          | 51       | 1        |
| Marseille  | Összesen | Összesen | 53        | 3         | 7                | 0                | 13         | 0          | 73       | 3        |
| Elche      | 2022–23  | La Liga  | 8         | 1         | 1                | 0                | —          | —          | 9        | 1        |
| Összesen   | Összesen | Összesen | 189       | 6         | 20               | 1                | 20         | 1          | 229      | 8        |

## Sikerei, díjai
Spanyol U21-es válogatott
- U21-es labdarúgó-Európa-bajnokság
  - Győztes (1): 2019